# Friedrich Pfeffer

Friedrich Pfeffer

Friedrich (Fritz) Wilhelm Ludwig Heinrich Erich Pfeffer (* 2. März 1888 in Limbach; † 20. Juni 1946 im Speziallager Nr. 2 Buchenwald) war ein deutscher Jurist, Verwaltungsbeamter und Politiker (DVP).

## Leben und Beruf
Pfeffer wurde als Sohn des Porzellanfabrikbesitzers in Gotha Friedrich Pfeffer (* 14. Juli 1857 in Lauterbach/Oberhessen, † 10. April 1922 in Gotha) und dessen Frau Johanne Katharine (geb. Dressel; * 20. September 1861 in Limbach, † 24. März 1921 Gotha), geboren. In Gotha absolvierte er an der dortigen Realschule und Realgymnasium seine erste Ausbildung. Nach seinem Abitur nahm er ein Studium der Rechtswissenschaft an den Universitäten in Jena, Berlin und München auf, das er mit beiden juristischen Staatsexamen sowie 1912 mit der Promotion zum Dr. jur. beendete. Anschließend trat er in den Verwaltungsdienst des Herzogtums Gotha ein. Er übernahm 1915 die kommissarische Verwaltung des Gothaer Landratsamtes und wurde 1917 Leiter der Wirtschaftsabteilung des Kreisausschusses in Weißenfels.
Pfeffer war seit 1919 Geschäftsführer des Arbeitgeberverbandes sowie anderer Verbände in Gotha. 1931 wurde er geschäftsführendes Präsidialmitglied des Verbandes der Mitteldeutschen Industrie in Weimar. Ab 1924 bis 1933 war er Mitglied des Deutschen Reichstages. Von 1933 bis 1939 fungierte er als Geschäftsführer der „Reichsgruppe Banken“.
Pfeffer verheiratete sich am 27. September 1917 in Blankenhain mit Elisabeth Emilie Maria Sophie Geußenhainer (* Berga/Elster 19. Juli 1892), der Tochter des Pfarrers Karl Heinrich Woldemar Geußenhainer. Aus der Ehe stammen Kinder. Von diesen kennt man:
- Friedrich Pfeffer (* 14. November 1918)
- Christa Pfeffer (* 28. Februar 1921)
- Helmut Pfeffer (* 15. Juli 1923)

## Politik
Pfeffer war 1920 Volksbeauftragter und Mitglied der Gebietsvertretung (Landesregierung) des Freistaates Sachsen-Gotha, der noch im gleichen Jahr Teil des Landes Thüringen wurde. Seit 1921 war er Senator und Stadtrat in Gotha. Bei der Reichstagswahl im Dezember 1924 wurde er in den Deutschen Reichstag gewählt, dem er bis Juli 1932 angehörte. Von November 1932 bis März 1933 war er erneut Reichstagsabgeordneter, zuletzt als Mitglied der Technischen Arbeitsgemeinschaft (TA). Im Parlament vertrat er den Wahlkreis Thüringen.